# زاهر (اسم)
زاهر هو اسم علم مذكر من أصل عربي، ومعناه هو المشرق اللامع المتلألئ الصافي من الالوان الحسن من النبات.

## شخصيات تحمل الاسم
- زاهر الجيزاني (1948 – )
- زاهر الزرقاطي
- زاهر الفهد ( – 1996)
- زاهر بلونيس (لاعب كرة قدم فرنسي، 15 فبراير 1980[3] – )
- زاهر بن أحمد السرخسي
- زاهر بن حرام
- زاهر بن عواض الألمعي
- زاهر رحيم (ملاكم من الولايات المتحدة الأمريكية، 7 نوفمبر 1976 – )
- زاهر فريد الفضلي (لاعب كرة قدم يمني، 6 يوليو 1986 – )
- زاهر ميداني (لاعب كرة قدم سوري، 13 أبريل 1987[4] – )

## وصلات خارجية
- موسوعة السلطان قابوس لأسماء العرب نسخة محفوظة 5 أبريل 2019 على موقع واي باك مشين.